# Dear Murderer

Dear Murderer (Luo shi hen) est un film hongkongais réalisé par le réalisateur japonais Kōji Shima (sous le pseudonyme chinois de Shi Ma-Shan), sorti en 1969.
C'est l'avant-dernier film de la star hongkongaise Peter Chen Ho, qui meurt l'année suivante, et le dernier film pour la Shaw Brothers de Pat Ting Hung.

## Synopsis
Du Zhang est un jeune homme d'origine très modeste qui a réussi à se hisser dans la hiérarchie de son entreprise grâce à son travail acharné. Alors qu'il s'apprête à épouser Jenny, la fille et héritière de son patron, son passé ressurgit et il doit l'affronter courageusement pour venir à bout des difficultés qui se dressent entre lui et le bonheur.

## Fiche technique
- Titre : Dear Murderer
- Titre chinois : Luo shi hen
- Réalisation : Shi Ma-Shan (Kōji Shima)
- Scénario : Shi Ma-Shan
- Société de production : Shaw Brothers
- Pays d'origine : Hong Kong
- Format : couleurs - 2,35:1 - mono - 35 mm
- Genre : thriller
- Date de sortie : 17 avril 1969

## Distribution
- Peter Chen Ho : Du Zhang
- Pat Ting Hung : Lan Fen / Lan Fang
- Betty Ting Pei : Jenny Ye
- Wang Hsieh : Huang Hsiung
- Ouyang Sha-fei : Mme Ye